# خواکین اوچوا خیمنز
خواکین اوچوا خیمنز (انگلیسی: Joaquín Ochoa Giménez؛ زادهٔ ۱ سپتامبر ۱۹۹۶) بازیکن فوتبال اهل آرژانتین است.